# Krasnovišerskij rajon
Il Krasnovišerskij rajon (in russo Красновишерский район?) è un municipal'nyj rajon (муниципальный округ) del Territorio di Perm', in Russia; il centro amministrativo è la città di Krasnovišersk.
Il distretto si trova nella parte nord-orientale della regione di Perm', nella valle del fiume Višera.